# Arverns
Els arverns (llati Arverni) foren una de les principals tribus de la Gàl·lia que van rivalitzar amb els hedus per la supremacia. La seva capital fou Augustonèmetum (cal no confondre-la amb la ciutat que Estrabó anomena Nemossus), és l'actual Clarmont d'Alvèrnia (capital de la regió que els deu el nom, Alvèrnia).
El seu territori estava limitat pel Cévennes i limitaven per aquest costat amb els helvis, però entremig hi havia els vel·lavis i els gabals. A l'est tenien els hedus, a l'oest els lemovices, al nord-oest els bitúriges i al sud-oest els cadurcs. Posseïen també la vall de l'Alier i una part del centre de la Gàl·lia.

## Etimologia
El significat del seu etnònim suscita debat. Per a la majoria dels historiadors, estaria compost pel prefix gal are («prop de», «davant») i de verno o uerno («⁣vern» o «vernedes»).
Així doncs, de la mateixa manera que els Armoricans eren «els qui viuen prop del mar», els Arverns serien «els del país de la Verneda», «els qui viuen davant de terres plantades de verns», o fins i tot «els qui viuen davant de terres cultivades». Tanmateix, altres especialistes diuen que el nom significaria «els qui són superiors» format a partir del radical ver-: «sobre, superior», i aquesta superioritat podria ser d'altitud, referida al fet que els Arverns vivien «per sobre» dels seus veïns.
Més recentment, s'ha avançat una hipòtesi que suggereix que el nom Are-vernos, traduït per "Davant de vern", evoca per metonímia, els escuts de vern emprats pels guerrers arverns. Aquesta tesi es reforça pel fet que hi ha altres pobles amb un nom inspirat per les seves armes, com ara els Gaesatae, dits així en referència a una javelina particular, el gaesum.

## Història
El 122 aC Fabius Maximus va fer una expedició contra els gal·lits (calis) i el rei dels arverns, Bituitis, fill de Luer, va demanar un tractat al senat, però fou detingut de per vida; el 121 aC els hedus i els al·lòbroges estaven en guerra i els darrers tenien als arverns i als rutens com aliats, però foren derrotats per Fabius a la confluència del Roine i l'Isère i els al·lòbroges van esdevenir súbdits de Roma, però els arverns i rutens van conservar el seu territori.

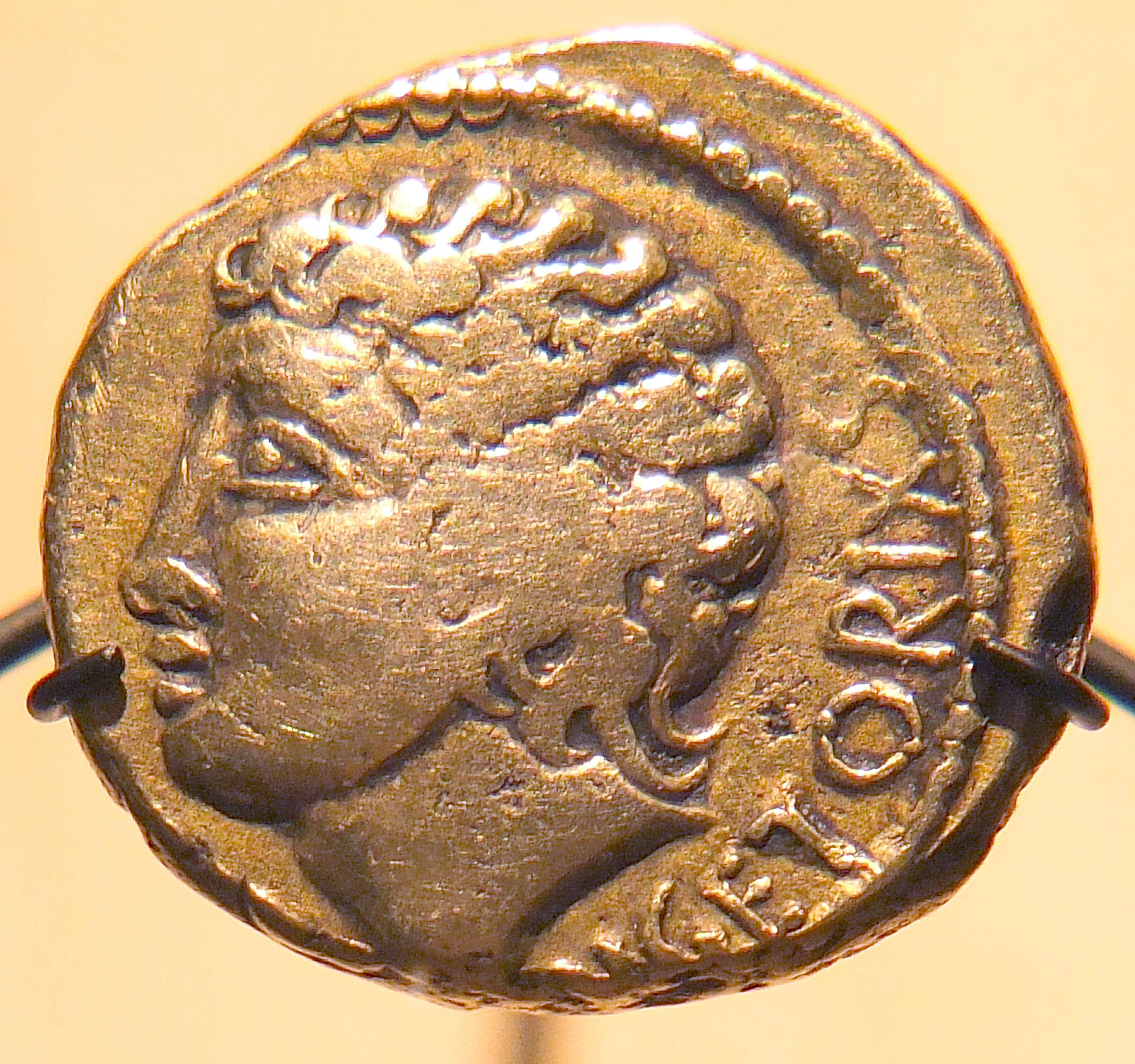
Estatera d'or arvern amb la llegenda (VERCI)NGETORIX(S)

En temps de Cèsar els arverns eren aliats als sèquans i van demanar l'ajut del germànic Ariovistus contra els hedus, aliats de Roma. Cèsar va derrotar els sèquans el 58 aC pe, però va entrar a territori dels arverns. El 52 aC els carnuts es van revoltar; van seguir els arverns sota la direcció de Vercingetòrix, i en aquest moment els cadurcs, gabals i vel·launis o vel·lavis els estaven sotmesos; en aquest moment la capital era Gergòvia on els arverns van rebutjar l'atac romà. Altres pobles gals es van unir a l'aixecament general. La guerra va acabar amb la batalla d'Alesia on els gals foren derrotats i Vercingetòrix fou capturat i portat a Roma on fou executat.
El 27 aC el territori dels arverns fou inclòs dins la província d'Aquitània.

## Pobles dependents
Els arverns varen ser un dels pobles més poderosos de la Gàl·lia. La seva influència arribava a molta distància i va fer que, amb els anys, teixissin una extensa xarxa d'aliances i domini sobre altres tribus que va arribar a incloure, entre d'altres, aquestes:
- Pobles escindits: Vellavi
- Pobles clients i vassalls: Cadurci, Ruteni, Gabali, Helvii, Segusiavi
- Pobles aliats: Carnutes, Bituriges Cubi i Lemovici